# 깃카와 히로요시
깃카와 히로요시(吉川広嘉)는 에도 시대 전기의 하타모토로서 스오 이와쿠니 령 제3대 영주이다. 모리씨의 가신.
생애 병약했던 것으로 교토에서 요양하였고, 여러 학문과 교토 풍습을 몸에 익혀 후년에 긴타이교 가교에 도움이 되는 많은 인맥을 쌓았다. 당주로써의 실적은, 세토우치 해안 2천정보(町歩)를 간척하여 경지를 확대하였고 최대의 실적은 1673년 ~ 1674년에 걸쳐 니시키 강에 가교 공사를 시행하여 현재의 형태로 긴타이교를 가교한 것이다. 특히 1674년의 가교공사는 치밀하게 가교되어, 후의 이 다리는 제2차 세계대전 후 태풍 케지아(キジア台風, Typhoon Kezia)로 붕괴, 유실되기까지 한번도 유실되지 않았다.
1679년 사망. 장남, 히로노리가 가독을 이었다.

## 같이 보기
- 가노 단유(狩野探幽) - 에도 시대의 화가